# 磯村豊太郎

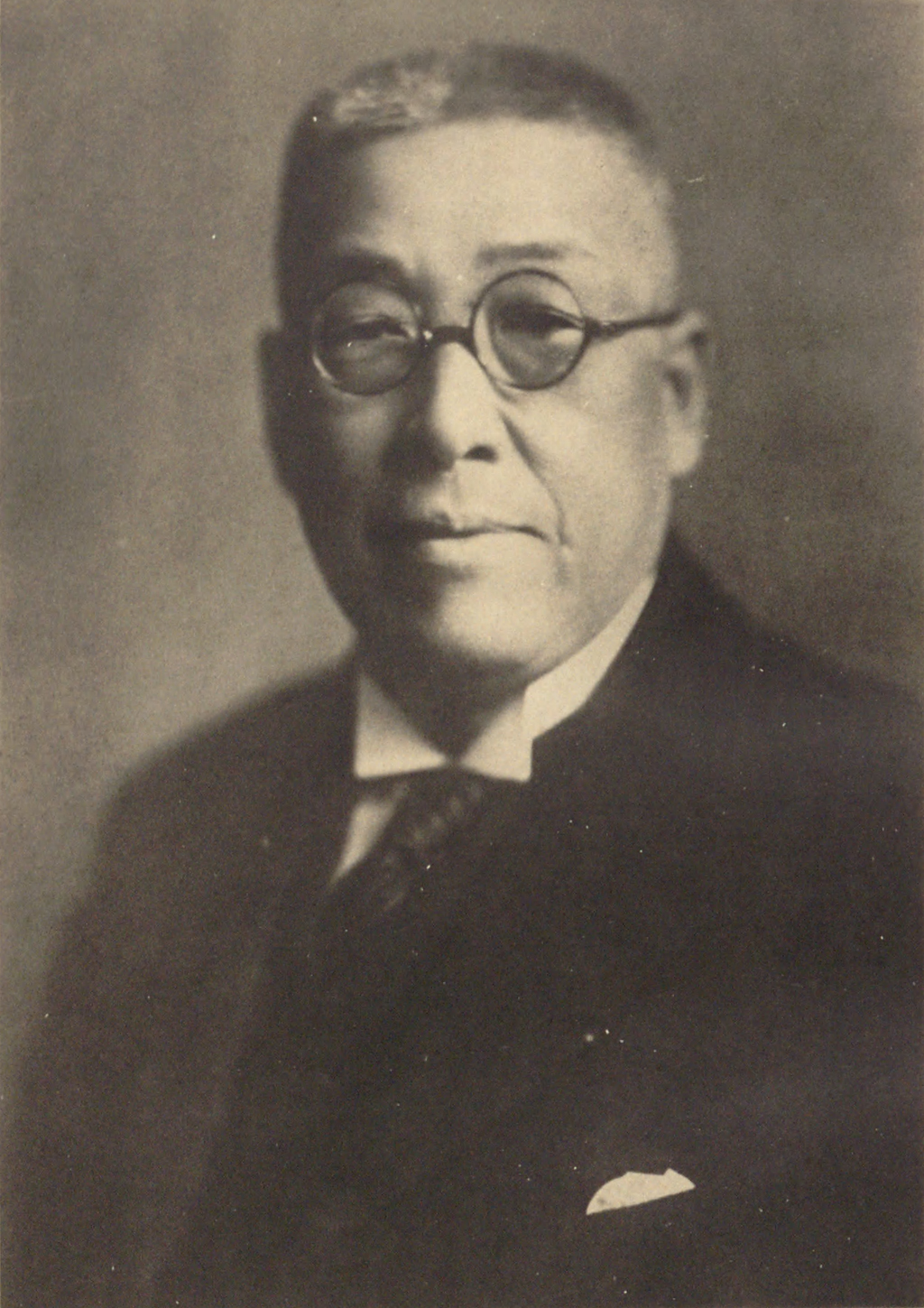
磯村豊太郎

磯村 豊太郎（いそむら とよたろう、1868年12月20日（明治元年11月7日） - 1939年（昭和14年）10月26日）は、明治期の官僚、実業家、貴族院議員。

## 経歴
豊前国中津生まれ。慶應義塾卒業後、後藤新平の紹介で安岡雄吉らと共に1880年（明治13年）、逓信省入り。その後まもなく辞職して日本銀行に転じ、また転じて三井家に入る。益田孝と面会し三井物産に入社。北海道炭礦汽船に移り社長に就任。日本工業倶楽部四代目総裁を務めた。また、1929年（昭和4年）7月1日には貴族院議員に勅選され、研究会に所属して死去するまで在任した。